# Denís Tsargush
Denís Ígorievich Tsargush –en ruso, Денис Игорьевич Царгуш – (Gudauta, 1 de septiembre de 1987) es un deportista ruso de origen abjasio que compite en lucha libre.
Participó en los Juegos Olímpicos de Londres 2012, obteniendo una medalla de bronce en la categoría de 74 kg. Ha ganado tres medallas en el Campeonato Mundial de Lucha entre los años 2009 y 2014, y tres medallas en el Campeonato Europeo de Lucha entre los años 2010 y 2012.

## Palmarés internacional
| Juegos Olímpicos   | Juegos Olímpicos      | Juegos Olímpicos  | Juegos Olímpicos |
| Año                | Lugar                 | Medalla           | Categoría        |
| ------------------ | --------------------- | ----------------- | ---------------- |
| 2012               | Londres (Reino Unido) | Medalla de bronce | 74 kg            |
| Campeonato Mundial |                       |                   |                  |
| Año                | Lugar                 | Medalla           | Categoría        |
| 2009               | Herning (Dinamarca)   | Medalla de oro    | 74 kg            |
| 2010               | Moscú (Rusia)         | Medalla de oro    | 74 kg            |
| 2014               | Taskent (Uzbekistán)  | Medalla de oro    | 74 kg            |
| Campeonato Europeo |                       |                   |                  |
| Año                | Lugar                 | Medalla           | Categoría        |
| 2010               | Bakú (Azerbaiyán)     | Medalla de oro    | 74 kg            |
| 2011               | Dortmund (Alemania)   | Medalla de oro    | 74 kg            |
| 2012               | Belgrado (Serbia)     | Medalla de oro    | 74 kg            |